# 血色孤語
《血色孤語》（英語：The Voices）是一部2014年美國與德國合拍的黑色喜劇恐怖電影。由瑪嘉·莎塔碧執導。萊恩·雷諾斯、潔瑪·艾特頓、安娜·姬妲妮和賈姬·威佛主演。2014年1月19日於2014年辛丹斯電影節首映。

## 劇情
浴缸工廠員工Jerry（萊恩·雷諾斯 飾）經常能夠聽到動物與自己對話，在寵物的教唆下犯下謀殺的故事。
Jerry是一個在朝九晚五的工廠工作的員工，渴望結交幾個普通朋友，但由於他能夠與動物說話，因此需要尋求精神病理學家的幫助。在固定的心理諮商幫助下，他開始追求他的工廠女同事Fiona。然而，在一次回程路上Jerry不小心將女同事殺害，與他的寵物討論過後，最終決定將Fiona分屍，並將她的頭放在冰箱裡。自此，Jerry亦開始與冰箱裡的頭對話，並再它與寵物的引導下繼續殺人，沉湎於一個更險惡的道路。

## 演員
- 萊恩·雷諾斯 飾 傑瑞（Jerry Hickfang）以及為Bosco、Mr. Whiskers、鹿和猴子Bunny配音
- 格列佛·麥葛拉斯（英语：Gulliver McGrath） 飾 年輕的傑瑞
- 安娜·姬妲妮 飾 麗莎（Lisa）
- 潔瑪·艾特頓 飾 費歐娜（Fiona）
- 賈姬·威佛 飾 華倫醫生（Dr. Warren）
- 山姆·斯普魯爾 飾 戴夫（Dave）
- 阿迪·尚卡爾 飾 約翰（John）
- 艾拉·史密斯（英语：Ella Smith (actress)） 飾 艾莉森（Alison）
- 保羅·查迪（英语：Paul Chahidi） 飾 丹尼斯・科沃斯基（Dennis Kowalski）
- 史丹利·湯森（英语：Stanley Townsend） 飾 偉伯夫警長（Sheriff Weinbacher）
- 薇樂莉·科赫（Valerie Koch） 飾 傑瑞的母親
- 保羅·布萊特威爾（英语：Paul Brightwell） 飾 傑瑞的繼父
- 艾莉莎・科德克（Alessa Kordeck） 飾 雪柔（Sheryl）
- Stephanie Vogt 飾 Tina TV

## 外部連結
- 網際網路電影資料庫（IMDb）上《血色孤語 （页面存档备份，存于）》的資料（英文）
- 爛番茄上《血色孤語 （页面存档备份，存于）》的資料（英文）